# Farum Kommune
Farum Kommune var indtil 2007 en kommune i Frederiksborg Amt. 1. januar 1970 havde den 9.447 indbyggere, så den var stor nok til ikke at blive lagt sammen med andre kommuner ved kommunalreformen i 1970. Ved strukturreformen i 2007 indgik den i Furesø Kommune sammen med Værløse Kommune.

## Geografi
Kommunen, der i areal var blandt Danmarks mindste, lå nord for Furesø og Farum sø og grænsede i vest op til Stenløse Kommune, mod nord til Allerød Kommune og mod øst til Birkerød Kommune. Mellem de to søer havde kommunen også en ganske kort grænse mod syd til den daværende Værløse Kommune ved Fiskebæk.
Farum Kommune bestod af ét sogn, Farum Sogn, som havde hørt til Ølstykke Herred. Farum var kommunens eneste by.

## Politisk styre

### Byrådets sammensætning
| 7 |

| 7 |

| 7 |

| 7 |

| 7 |

| 7 |

| 2 | 5 |

| 7 |

| 2 | 5 |

| 7 |

| 2 | 5 |

| 7 |

| 2 | 5 |

| 7 |

| 3 | 4 | 2 |

| 9 |

| 2 | 3 | 3 | 1 |

| 9 |

| 3 | 2 | 3 | 1 |

| 9 |

| 3 | 2 | 2 | 2 |

| 8 |

| 3 | 2 | 2 | 2 |

| 8 |

| 2 | 3 | 2 | 2 |

| 9 |

| 2 | 4 | 1 | 2 |

| 9 |

| 1 | 4 | 1 | 3 |

| 7 | 2 |

| 3 | 5 | 1 | 2 |

| 8 | 3 |

| 2 | 2 | 1 | 2 | 1 | 3 |

| 9 | 2 |

| 5 | 2 | 1 | 2 | 1 | 1 | 3 |

| 9 | 6 |

| 7 | 5 | 1 | 1 | 4 | 3 |

| 16 | 5 |

| 5 | 6 | 4 | 1 | 5 |

| 15 | 6 |

| 3 | 2 | 2 | 1 | 13 |

| 14 | 7 |

| 2 | 3 | 10 |

| 10 | 5 |

| 3 | 1 | 4 | 11 |

| 14 | 5 |

| 2 | 1 | 4 | 11 | 1 |

| 13 | 6 |

Byrådet i Farum havde 19 medlemmer. Det seneste kommunalvalg i 2001 gav følgende mandatfordeling:
Efter valget blev Peter Brixtofte genvalgt til borgmester, men han fratrådte stillingen i 2002 efter afsløringer af uregelmæssigheder i hans embedsførelse, blandt andet fordi han optog lån uden om byrådet for 450 mio. kr.
I forbindelse hermed skete der en sprængning af Venstres byrådsgruppe, der hen mod kommunens slutning bestod af 6 medlemmer. Af de 5 udtrådte medlemmer fulgte 3 senere Peter Brixtofte over i partiet Centrum-Demokraterne, mens 2 stod uden for grupperne. Til ny borgmester valgtes i 2002 i første omgang borgerlistens Paul Wachtell, og senere Lars Carpens fra Venstre.
Venstre var i kommunens sidste år det absolut dominerende parti, som i perioder endda havde absolut flertal i byrådet og derfor også som regel besatte borgmesterposten. Undtagelsen var i 1974, da der udnævntes en socialdemokratisk borgmester, men denne skiftede til partiet Venstre i løbet af sin funktionsperiode, der sluttede ved udgangen af 1985.

### Borgmestre[2][3]
| Periode      | Navn                    | Parti                       |
| ------------ | ----------------------- | --------------------------- |
| 1921-1929    | Karl Larsen             | Det Konservative Folkeparti |
| 1929-1962    | Johannes Jespersen      | Det Konservative Folkeparti |
| 1962-1963    | Tage Møller             | Det Konservative Folkeparti |
| 1963-1966    | Mogens Bechgaard        | Borgerliste                 |
| 1966-1970    | Svenn Schmidt           | Det Konservative Folkeparti |
| 1970-1974    | Haakon Vitting Andersen | Borgerliste                 |
| 1974-1985    | Gøsta Gustavsen         | Socialdemokratiet           |
| 1986-2002    | Peter Brixtofte         | Venstre                     |
| 2002 (1 uge) | Henrik Jerger           | Venstre                     |
| 2002-2006    | Lars Carpens            | Venstre                     |

### Strukturreformen
Sammenlægningen med Værløse Kommune ved strukturreformen i 2007 skete ifølge en politisk beslutning af indenrigsministeren og blev vedtaget af Folketinget. Den mødte især modstand fra byrådet i Værløse Kommune, der var af den opfattelse, at Værløses borgere derved ville komme til at undgælde for de økonomiske problemer i Farum Kommune, som siden 2002 var sat under administration af Indenrigsministeriet. Forskellen i de to kommuners egenkapital blev opgjort til ca. 2 mia. kr.
Ved forhandlinger blev der derfor indgået en aftale, hvor man gav den nye kommune en vis kompensation til afhjælpning af den økonomiske ulighed:
- Flyvestation Værløse, der skulle nedlægges, blev overdraget vederlagsfrit til Furesø Kommune. Såfremt den skulle vise sig at repræsentere en værdi på over 100 mill. kr., skulle det overskydende beløb betales til staten.
- I en overgangsperiode skulle der bibeholdes forskellig skatteprocent for borgerne i de tidligere kommuner. Skatteyderne i den gamle Farum Kommune skulle i denne periode betale i alt 700 mio. kr. mere i skat end borgerne i Værløse.
- Den nye kommune ville de første 15 år få et årligt tilskud på 50 mill. kr. fra statens pulje til støtte for vanskeligt stillede kommuner.
- Kommunen fik lov til at gennemføre låneomlægninger med et forventet provenu på 400 mio. kr.

### Nøgletal for kommunen
Befolkningstallet var i længere tid svagt stigende. Her er år 2002 dog en undtagelse, fordi der skete en kraftig fraflytning i forbindelse med at kommunen blev sat under administration, jf. nedenfor. Farum Kommune var den tættest befolkede kommune i Frederiksborg amt.
Om udviklingen i befolkningstallet i historisk perspektiv se Farum.

Den kommunale skatteudskrivning udviklede sig således:

Også her bemærkes den voldsomme ændring, som skete efter 2002 og betød en skattestigning på 2,3 procent, svarende til adskillige tusinde kroner om året for en gennemsnitsfamilie i Farum. I forbindelse med strukturreformen blev den høje skatteprocent fastholdt på trods af sammenlægningen med Værløse Kommune.
Boligmassen i kommunen fordelte sig nogenlunde ligeligt på ejer- og lejeboliger: 